# Inferno (MNAA)
O Inferno é uma pintura a óleo sobre madeira de carvalho, pintado cerca de 1510-20 por pintor português de que não se conhece a identidade, que teria sido encomendada por clientes conventuais e escondida no acervo do Convento de São Bento da Saúde onde foi redescoberta em 1834 quando da extinção das ordens religiosas, e se encontra actualmente no Museu Nacional de Arte Antiga, em Lisboa.
O Inferno ocupa um lugar único na pintura portuguesa do século XVI pela iconografia exposta e por não se conhecerem outras representações autónomas do tema do Inferno.
Por se desconhecer documentação sobre a origem desta obra a sua autoria já foi atribuída a Jorge Afonso e ao Mestre da Lourinhã. Por se notarem afinidades com temas da obra do dramaturgo de Gil Vicente, há estudiosos que apontam o início do século XVI como a data mais provável para a sua realização, havendo outros que defendem os anos trinta desse século.
A pintura apresenta uma imagem medieval do Inferno, expondo os suplícios eternos aplicados aos sete pecados capitais, mas associando os seres demoníacos ao mundo extra-europeu. A representação da Vaidade através de três mulheres nuas, penduradas invertidas com os cabelos a arder, remete para as Três Graças da mitologia grega. E para os amantes unidos por um laço, simbolizando a Luxúria, no extremo oposto, o autor parece ter-se inspirado na Divina Comédia de Dante, o que demonstra a diversidade de fontes iconográficas.
Esta diversidade verifica-se também na associação dos entes demoníacos ao mundo de fora da Europa recém descoberto. Lúcifer veste-se com um toucado de penas ameríndias, senta-se numa cadeira indiana e segura uma trompa de marfim de aparência africana, e outro demónio veste-se também com plumagem. A pintura portuguesa que havia incorporado rapidamente o índio brasileiro no cristianismo ao representá-lo como um dos Reis Magos, no Políptico da Capela-mor da Sé de Viseu (1501-1506), utilizou-o nesta obra para simbolizar entes demoníacos.

## Descrição
Num espaço subterrâneo com uma abertura circular no canto superior direito por onde caem as almas, os condenados sofrem as penas correspondentes a cada um dos sete pecados mortais, suplícios comandados pelo rei dos demónios que, sentado num trono atrás do caldeirão maior, preside a esta cena terrífica vestido com uma armadura medieval, mas com um toucado à moda de um índio brasileiro e ainda munido de uma enorme trompa.
Ao centro, dentro de um caldeirão com água a ferver, padecem os que praticaram a Inveja, notando-se um  frade franciscano por ser a única figura vestida e sem sinais de sofrimento. Em torno do caldeirão agrupam-se os outros pecados mortais: o Orgulho pelas três mulheres atadas pelos pés que pendem sobre um fogareiro de barro cujas chamas lhes queimam o cabelo; a Avareza do homem que é obrigado a engolir moedas de ouro; a Gula pelo pecador a quem um demónio obriga a beber vinho contido num odre em forma de porco; a Ira do homem de cabeça rapada que está a ser pingado; a Luxúria de dois grupos juntos, o do adultério, com um casal atado, e o da homossexualidade, esta última concretizada pelo frade e o jovem acorrentados.
Do canto superior esquerdo, onde estão pendurados os corpos das «vaidosas», ao canto superior direito, a composição organiza-se num vasto arco de corpos nus reforçado por dois círculos, o do «caldeirão de Pero Botelho» e a «boca do Inferno» em cima à direita. Um novo arco definido pela trompa do Diabo-mor une, num novo turbilhão, todas as curvas desta singular pintura que funciona como um labirinto, que divide e polariza o olhar de quem a vê.

## Apreciação
Esta representação do Inferno tem sido apontada como especialmente reveladora da moral nacional do tempo da Expansão. 
Segundo o médico psiquiatra Félix da Costa, o Satanás, que preside a este Inferno sentado num trono atrás do caldeirão onde ardem três monges e duas mulheres, está vestido com exotismo já que usa uma armadura militar medieval, mas tem na cabeça um toucado de penas à moda dos índios Tupinambás do Brasil que havia sido recém-descoberto. Os outros diabos que torturam os pecadores são representados como hermafroditas de pele escura e feições negróides o que corresponde a uma ideologia etnocêntrica de atribuir a malignidade ao Outro.
Mas chama ainda a atenção para o facto de os pecadores serem os cristãos, novos ou velhos, de pele branca, e não os demónios de pele escura personificados pelos índios. A estes é atribuída uma natureza diferente da dos cristãos ao poderem torturar os pecaminosos. E a moral que os não europeus parecem defender é a moral católica, não se sabendo que valorização é dada aos que castigam os que praticaram o Mal. Deverá atender-se que as técnicas de tortura representadas eram as usadas pela Inquisição da Contra-Reforma cujos agentes eram monges beneditinos.
Refere ainda Félix da Costa que a abundância de religiosos entre os pecadores pode relacionar-se com uma função apologética e moralizadora da obra para os monges que a conheceriam, visando manter viva a ameaça e o medo da tortura lembrando como o sexo, o dinheiro, a vaidade, a gula são um caminho que conduz irremediavelmente à perdição. Talvez tendo subjacente a ideia de que à maior riqueza espiritual e material dos monges devia corresponder uma maior responsabilidade moral e, por isso, uma justiça mais inclemente.
Conclui referindo que, por ironia, terá sido o seu conteúdo heterodoxo que levou a que esta pintura fosse escondida escapando à destruição pela censura da Inquisição.
Para Pedro Dias e Vítor Serrão, este Inferno, obra de oficina cosmopolita do primeiro quarto do século XVI, tem o inestimável interesse da representação de nus, de grande realismo, torturados por seres demoníacos em torno de um grande caldeirão central onde assam frades, tudo dirigido por um diabo que usa penas garridas e uma coroa de plumas como um índio brasileiro. A pintura cuja origem totalmente se ignora apresenta afinidades com as obras do chamado Mestre de 1515 e também com as do Mestre da Lourinhã. Os pecados mortais são causticados nesta obra de crítica social e sentido moralizador. Destacam o tratamento da luxúria, à direita da composição, no que constitui talvez o mais ousado nu feminino da antiga pintura portuguesa.
Para o historiador de arte José Luís Porfírio, obras isoladas e excepcionais como este Inferno são uma constante na pintura portuguesa conhecida, não tendo esta obra termo de comparação próximo pelo tema, franqueza, designadamente no aspecto sexual, e pela brutalidade. O Inferno surge como uma obra de charneira que veicula simultaneamente um velho ambiente medieval, com a tónica ou aparência anticlerical, e o conhecimento moderno das novidades exóticas, por exemplo com a representação de um índio como o Diabo-Mor, usando ainda compreensivelmente objectos de uso corrente como o fogareiro de utilização ainda comum nos nossos dias, mas para assar castanhas e não mulheres vaidosas, bem como as moedas contemporâneas do autor.
Prossegue J. L. Porfírio referindo que para além da sua singular composição, o Inferno será durante centenas de anos a mais ousada representação do nu e, muito especialmente, do nu feminino de toda a pintura portuguesa, contribuindo também para a datar, situando-a numa época em que estas representações não seriam ainda consideradas desonestas pela orientação católica fixada no Concílio de Trento.
Conclui Porfírio que não se sabe se a pintura portuguesa terá produzido outras pinturas com a mesma franqueza e agressividade, de um sadismo maneirista antes de tempo, mas que este Inferno só conseguiu chegar ao nosso tempo por ter passado séculos praticamente escondido no retiro de um convento ignorado.